# Earthian
Earthian (яп. アーシアン А:сиан) или «Землянин» — аниме и известная манга, которая считается классикой сёнэн-ай и является одной из первых работ в этом жанре. Её автор — Юн Кога. По мотивам манги было снято OVA (четыре эпизода).

## История
В 1987 году манга впервые появилась в ежемесячном манга-журнале Wings, а затем главы на регулярной основе стали выходить в журнале South.
В 1995 году вышли танкобоны, после чего манга переиздавалась несколько раз (например, в 2002 году). На английском языке лицензию приобрела компания BLU.
C 1989 по 1996 год вышло 4 серии OVA по мотивам манги.

## Сюжет
В течение тысячелетий ангелы с планеты Эден (яп. エデン Эдэн) наблюдают за поведением землян. Их ужасает, как люди обращаются со своей планетой и друг с другом, поэтому было принято решение об уничтожении Земли. Однако, чтобы дать людям шанс на выживание, Эден решил послать несколько ангелов, которые могли бы оценить людей как следует, находясь среди них. Ангелы работают в паре: один (англ. minus checker) считает недостатки землян и выискивает их тёмные стороны, другой (англ. plus checker) подсчитывает плюсы, достоинства. В итоге, если будет набрано 10 000 минусов, человечество уничтожат.
В мире «Earthian» все ангелы рождаются с белыми крыльями и светлыми волосами, но если ангел в чём-то пошёл против своих собратьев, его крылья и волосы становятся чёрными (это правило не касается Тихаи, который был рождён с чёрными крыльями). Таких ангелов называют «люциферами».

## Персонажи аниме и манги

### Главные герои

Тихая в человеческом обличье

Кагэцуя в человеческом обличье

Тихая (яп. ちはや Chihaya) — считает плюсы в паре с Кагэцуей, главный герой аниме и манги. Тихая вырос в сиротском приюте на планете Эден, а потом был усыновлен Михаилом. Молодой ангел с чёрными волосами и чёрными крыльями. Из-за своей необычной внешности кажется белой вороной среди друзей и знакомых и часто подвергается насмешкам, но ни на кого не таит зла. По характеру очень добрый, простой в общении и быстро находит новых друзей, в том числе и среди землян. Любит землян, восхищается ими и считает, что должен спасти их во что бы то ни стало.
Сэйю: Нодзому Сасаки
Кагэцуя (яп. 影艶 Kagetsuya) — считает минусы в паре с Тихаей, красивый ангел. Терпеть не может людей, поэтому сначала с недоверием и презрением относится к своему напарнику. Впрочем, Кагэцуя не лишён благородства и спокойно признает допущенные ошибки. Скептически относится к суевериям и не считает, что чёрные крылья действительно несут какое-то зло, поэтому на Эдене обычно защищал Тихаю от издевательств. Кагэцуя всегда был популярен и уважаем среди товарищей (особенно его любит Ая, напарница Мияги).
Сэйю: Кадзухико Иноуэ

### Остальные персонажи
Доктор Асино — сумасшедший врач, который проводит эксперименты над био-гуманоидами. К своим творениям испытывает сильную привязанность, на грани одержимости. Уверен, что его «дети» испытывают аналогичные чувства и не способны проявлять самостоятельность.
Сэйю: Канэто Сиодзава
Таки (яп. 多紀 Taki) — сбегает из лаборатории доктора Асино вместе с Такако, но затем они разделяются и теряют друг друга. В поисках Такако, Таки совершенно отчаивается и тогда встречается с Тихаей, который видит несчастного человека и показывает ему свои ангельские крылья.
Сэйю: Сё Хаями
Такако — подруга Таки. Буквально сталкивается с Тихаей, он помогает ей сбежать от охранников, которых Асино послал за ней и Таки.
Сэйю: Ямамото Юрико
K-001 — боевой андроид, которого послали вернуть Таки и Такако.
Сэйю: Косуги Дзюроута
Мессия — ангел с чёрными крыльями. На самом деле — андроид, очередное творение доктора Асино, созданное с единственной целью: уничтожить Землю. Доктор Асино считал, что миру просто необходим очистительный Армагеддон, и его Мессия покончит со всеми жалкими людишками.
Сэйю: Хикару Мидорикава
Ая (яп. あや Aya) — считает минусы девушка-ангел, работающая в паре с Мияги. Оба появляются в первом томе манги Earthian, а также во втором OVA. Ая регулярно и громогласно заявляет о своей ненависти к землянам и любви к Кагэцуе. Всегда мечтала быть в паре с Кагэцуей, из-за чего очень завидует Тихае. По манге, они вместе учились в академии на Эдене.
Мияги (яп. 宮城 Miyagi) — считает плюсы парень-ангел, работает с Аей. Спокойный и доброжелательный человек, с юмором и сочувствием воспринимает одержимости своей партнёрши Кагэцуей. В конце манги стал отцом детей Аи, но так и не женился на ней.
Сапфир — люцифер. Они заболевают неким подобием рака (англ. Black Cancer — меланома) и вскоре умирают. Сапфир — один из падших ангелов, который живёт на Земле вместе со своей возлюбленной, Блэр.
Блэр — землянка, возлюбленная Сапфира. Оба появляются во втором OVA «Earthian».
Серафим (яп. セラフィム Seraphim) — бывший лидер положительных счетоводов, друг Тихаи, заболевший «раком» и ставший люцифером, потому что любил земную женщину. Перед смертью был найден Тихаей и Кагэцуей на Земле.
Сэйю: Сё Хаями

### Персонажи манги
Михаил (яп. ミカエル Michael) — отец Кагэцуи, приёмный отец Тихаи.
Люцифель (яп. ルシフェル Lucifel) — сестра-двойняшка Михаила, мать Кагэцуи.
Рафаэль (яп. ラファエル Rafael)
Габриэль (яп. ガブリエル Gabriel) — жена Рафаэля.

## OVA
В 1989 году на студии J.C. Staff была сделана первая серия четырехсерийного OVA, состоящего из 4-х серий. Сюжет основан на отдельных, выборочных событиях из манги, поэтому пропущены не только некоторые персонажи, но многие элементы жанра сёнэн-ай. Например, не сказано, что на планете Эден запрещены гомосексуальные связи, а следовательно, запрещены и романтические отношения между главными героями.

### Список серий OVA
| № | Название                                   | Сценарий      | Режиссёр         | Продолжительность (мин.) | Дата премьеры |
| - | ------------------------------------------ | ------------- | ---------------- | ------------------------ | ------------- |
| 1 | Начало конца (The Beginning of the End)    | Когава Ёриясу | Когава Ёриясу    | 44                       | 26.07.1989    |
| 2 | Падший ангел (Fallen Angel)                | Когава Ёриясу | Когава Ёриясу    | 41                       | 27.09.1990    |
| 3 | Ангельский Разрушитель (Angelic Destroyer) | Онуки Кэнъити | Кавасаки Хироюки | 28                       | 26.09.1996    |
| 4 | Последняя битва (Final Battle)             | Онуки Кэнъити | Такаяма Кацухико | 29                       | 21.12.1996    |